# Hashtād Joft
Hashtād Joft (persiska: هشتاد جفت) är en ort i Iran.   Den ligger i provinsen Kurdistan, i den nordvästra delen av landet, 300 km väster om huvudstaden Teheran. Hashtād Joft ligger 1 447 meter över havet och antalet invånare är 114.
Terrängen runt Hashtād Joft är kuperad åt sydost, men åt nordväst är den platt. Hashtād Joft ligger nere i en dal. Runt Hashtād Joft är det ganska glesbefolkat, med 23 invånare per kvadratkilometer. Närmaste större samhälle är Choghūr Qeshlāq, 6,3 km söder om Hashtād Joft. Trakten runt Hashtād Joft består i huvudsak av gräsmarker.